# 45640 Mikepuzio
45640 Mikepuzio este o planetă minoră (asteroid), cu un diametru de 4,607 km, din centura de asteroizi. A fost descoperită pe 3 martie 2000 la Catalina Station⁠(d) de Catalina Sky Survey. 
Obiectul prezintă o orbită caracterizată de o semiaxă mare de 2,9957026562127 UAi, o excentricitate de 0,15313665810253, o înclinație de 12,152279624393 ° în raport cu ecliptica.